# أوكسي نتريد الألومنيوم
أوكسي نتريد الألومنيوم هي مادة سيراميكية شفافة تتكون من الألومنيوم والأكسجين والنتروجين؛ وهي تسوق اختصاراً تحت الاختصار ALON؛ وكذلك تحت اسم «الألومنيوم الشفاف».
تعد هذه المادة من قسى المواد السيراميكية الشفافة المتوفرة تجارياً.